# اللامساواة بين الجنسين في مصر
تُعد الأدوار الاجتماعية للجنسين في مصر من الأمور المسلم بها. وقد صدر القانون رقم 154 لسنة 2004 للمساواة بين الرجل والمرأة والاعتراف لها بدورها الحيوي في المجتمع
ترتبط تلك الأدوار بشكل كبير مع التكوين التقليدي للأسرة بالمفهوم الإسلامي، حيث ينحصر دور المرأة في المنزل، بينما يرتبط دور الرجل بالشأن العام خارج المنزل ، تتحدد أدوار كل جنس في المجتمع على اختلافات بيولوجية مفترضة بين الجنسين، مما يؤدي لاختلافات حادة في خبرات الحياة وفرصها بالنسبة للأفراد.
في عام 2011، صنف برنامج الأمم المتحدة الإنمائي مصر، في مؤشر اللامساواة بين الجنسين، في المرتبة الـ 126 من بين 148 دولة، بدرجة صافية 0.59، مع العلم أن الدرجة المثالية هي 1.0. تشير تلك المؤشرات لوجود خلل واضح في المساواة بين الجنسين فيما يخص الصحة الإنجابية، الدور الاقتصادي، والتمكين بشكل عام.

## أسباب اللامساواة
تتعدد أسباب اللامساواة منها :
- العادات والسلوكيات الاجتماعية
- الضغوطات الاقتصادية
- المعتقدات الدينية
- قوى مؤسسية تساعد في حفظ الوضع الراهن على ما هو عليه.

## الوضع القانوني وقانون الزواج
الزواج هو المؤسسة الرسمية التي يتضح فيها وضع المرأة القانوني. يُعد السن الرسمي للزواج بالنسبة للإناث 16 عامًا و18 عامًا بالنسبة للذكور، ومع ذلك يظل زواج البنات القاصرات مستمرًا في عدة مجالات دون تدخل قانوني.
تختلف إجراءات الطلاق وفقًا للجنس، حيث يُعد الأمر أكثر سهولة للرجال، فهم يستطيعون بمجرد قول «أنت طالق» ثلاث مرات أن يطلقون المرأة طلاقًا بائنُا. وتُقنن العملية فيما بعد بتسجيلها في خلال 30 يومًا لدى كاتب العدل. ويُقدم للمرأة حينها دعم مالي لمدة تصل للعامين. وتتعرض بعض النساء للابتزاز أثناء تفاوضهن على الطلاق مع أزواجهن، للتخلي عن الدعم المالي في مقابل الحصول على الطلاق. وتلجأ النساء لذلك الاختيار أحيانًا نظرًا للروتين القانوني المصاحب لإجراءات الطلاق التي تبدأها الزوجة.
في الماضي. كان على النساء أن يثبتن خطأ الزوج قبل منحهن الحق في الطلاق. الوضع الذي عُدل في عام 2000، بـ «القانون رقم (1) لسنة 2000 باصدار قانون تنظيم بعض أوضاع وإجراءات التقاضي في مسائل الأحوال الشخصية»،والذي أثار العديد من الجدالات الساخنة حول السماح للمرأة بالطلاق. بموجب ذلك القانون، تستطيع المرأة أن تطلب الطلاق دون الحاجة لإثبات خطأ زوجها. إلا أن ذلك النوع من الطلاق، والذي يُسمى بالخلع، يؤدي إلى إنقاص في حقوق المرأة المالية، ولكنه يتسم أيضًا بنوع من المرونة التي تسمح للزوجين بتبني شروطًا للطلاق مقدمًا. مازالت الطريقة القديمة لنيل الطلاق متاحة للمرأة، والتي لابد أن تثبت فيها خطأ الزوج، فذلك يمنحها حقوقًا مالية أكثر وحماية أقوى.
ورغم احتدام الجدل السياسي في مصر حول مستقبل حقوق المرأة في مجال الزواج وغيرها من المجالات،ورغم كونه مستقبل لم تتضح معالمه بعد، إلا أنه مهدد من قبل الجماعات الأصولية التي تعارض قانون الخلع. كما تعترض تلك الجماعات على اتفاقية القضاء على جميع أشكال التمييز ضد المرأة.
كما تسمح قوانين الزواج المصرية بتعدد الزوجات لكل رجال المسلمين، أما النساء فهو أمر غير مسموح به، ولكن يظل للمرأة رأي في مسألة زواج زوجها من امرأة ثانية.

## المشاركة السياسية
كفئة مجتمعية، عانت المرأة من ضعف التمثيل البرلماني والحكومي (الشامل للتعيين بالخدمات والمكاتب الحكومية). أثناء السنوات الأخيرة لحكم حسني مبارك، تولت المرأة 12% من مقاعد البرلمان، ورغم ضعف ذلك التمثيل، إلا أنها أعلى نسبة وصلت لها المرأة في مصر. وبعد الثورة التي أطاحت بمبارك، ضعف تمثيل المرأة بشكل ملحوظ، حيث نص تقرير التنمية البشرية لعام 2013 أن 2.2% فقط من المناصب البرلمانية قد تولتها نساء.
يظل للمرأة نصيب من المشاركة السياسية، ويظهر ذلك في فعاليتهن في ثورات الربيع العربي، وكذلك في الإضرابات والمظاهرات والنقاشات حول مستقبل بلادهن. تشير التقديرات إلى أن 55% من المتظاهرات كن نساء، وحوالي 60% من الناخبات كن أيضًا من النساء. وفي بدايات 2014، تضمن الدستور المصري حقوقًا وحمايات مساوية للمرأة، ما يُعد انقلابًا على العديد من التحفظات التي فرضها نظام محمد مرسي. ورغم أن النساء لم يُمنحن حدًا أدنى من المقاعد في البرلمان، إلا أن القوانين تجرم التفرقة بين الجنسين. إضافةً لذلك، فُتح الطريق للمرأة لتولي مناصب قضائية عليا للمرة الأولى. مما وفر إطارًا قانونيًا لمزيد من المساواة بين الجنسين، والتي يتوقف مدى فاعليتها على تطبيقها.
وفي فبراير 2014، انتُخبت هالة شكر الله، للمرة الأولى في تاريخ البلاد، كرئيسة لحزب سياسي (حزب الدستور).

## التعليم
تشير مؤشرات القدرة على القراءة والكتابة بين البالغين (فيما بين 15-24 سنة) إلى وجود تفرقة جنسية. ففي عام 2011، كان القادرون على القراءة والكتابة من الرجال يبلغون نسبة 93.2%، بينما بلغت النسبة للنساء 86.5%. تغيرت تلك النسب بزيادة الدولة المصرية دعمها للمجال التعليمي ماليًا. وبفضل تحسينات واسعة في النظام التعليمي، يبدو أن للأجيال الجديدة حظ أوفر في التعليم عن أجدادهم.
أقل الفئات حظًا هن النساء الفلاحات. ففي تقرير التنمية البشرية لعام 2006، قُدر أن نحو 15% فقط من النساء في المناطق الزراعية متمكنات من القراءة والكتابة.
سجلت مصر تطوراً ملحوظاً في تقليل فجوة التعليم الابتدائي والثانوي بين الفتيان والفتيات. ففي عام 2010، بلغت نسبة الإناث للذكور نحو 0.96.
وتعتنق الأجيال الجديدة من المصريين قيماً أكثر تجذراًحول أهمية تعليم المرأة. ففي عام 2011، هناك نحو 2.6 مليون طالب مقيد بالتعليم العالي، 51% منهم كن إناث. تُعد تلك النسبة أعلى بشكل ملحوظ من متوسط المنطقة العربية التي تدور حول 24% من 29%.

## التوظيف
تبين مؤشرات المشاركة في سوق العمل لاختلافات جوهرية بين الجنسين. فبينما تظل معدلات البطالة مرتفعة، تشير الأدلة إلى وجود تحيز تجاه تعيين الرجال. في عام 2012، بلغت عمالة المرأة نسبة 24.2% من إجمالي القوة العاملة، وهي النسبة التي ظلت راكدة لمدة لا تقل عن عقدين.
يشير البنك الدولي إلى أن النساء يواجهن تحديات كبرى في مجال الأعمال، بالإشارة إلى دليل يظهر أن «... الشركات التي تمتلكها نساء في مصر تحتاج إلى 86 أسبوعًا بالمتوسط للانتهاء من معضلات النظام القانوني، مقارنةً بـ 54 أسبوعًا للشركات التي يمتلكها رجال».
تُعد معدلات البطالة مرتفعة لفئة شباب المصريين، إلا أنها مرتفعة بشكل خاص للنساء. ففي دراسة لعام 2010، تبين أن 13.4% فقط من النساء فيما بين 15-29 عامًا إما يعملن وإما يبحثن عن وظيفة. ورغم أن نسبة العمالة النسائية تُعد عليا في فئات الدخل العليا، إلا أنه مازال ضعيفًا بنسبة 35.1% من النساء الاتي تلقين تعليمًا مهنيًا أو بعد الثانوية. تُعد النساء خريجات التعليم الجامعي فاعلات بشكل أكبر في سوق العمل عن النساء اللاتي تلقين تعليمًا أقل بنسبة 46.7%. رغم ذلك، لا تقل نسبة الرجال من جميع فئات الدخل العاملين والباحثين عن عمل عن 80%.

## الصحة

### متوسط العمر المتوقع
في الظروف الطبيعية، تعيش النساء لمدة أطول من الرجال. ويتوافق مأمول العمر مع تلك الحقيقة البيولوجية، حيث يُقدر للمرأة أن تعيش لـ 76.2 عامًا، وللرجال 70.82 عامًا.

### الصحة الإنجابية والأمومة
يبدو أن تمكن المرأة من الوصول لوسائل منع الحمل محدودة، خاصة مع استخدام 60.3% من النساء لأي نوع من أنواع الوسائل. ومن الظاهر أيضًا أن النساء الشابات أكثر استعدادًا لاستخدام تلك الوسائل عن الأقدم سنًا. ففي مسح لمجلس السكان بـ 2011، وُجد أن نحو 75% من النساء المتزوجات اللاتي تتراوح أعمارهن فيما بين 15-29 عامًا قد استخدمن وسائل لمنع الحمل.
معدلات الخصوبة للمراهقين في مصر كانت حوالي 44 نسمة لكل 1000 نسمة في 2012، وهو ما يُعد أعلى من أغلب الدول المتقدمة، وهو ناتج في الأغلب عن الزواج المبكر وعدم القدرة على الوصول لخدمات تنظيم الأسرة.
وفيما بين 1992 و2000، قامت مصر بإنجازات مهولة في التقليل من معدلات وفاة الأمومة، حيث سقطت بنسبة 52% (174/100،000 إلى 84/100،000). وقد انخفض ذلك المعدل أكثر إلى 66/1000،000. وقد صارت احتمالية موت الأم أثناء الولادة لا تزيد عن 1:490.

### فيروس نقص المناعة البشرية/الإيدز
عام 2012، لم يكن هناك فرق يُذكر في معدلات الإصابة المعلنة بفيروس نقص المناعة البشرية بين الجنسين. فبنسبة 1%، كانت معدلات مصر من الإصابة هي الأقل بأفريقيا. على الرغم من تلك الأرقام، فالظروف المتمثلة في غياب الوعي العام والفحوصات الطبية السرية، مع وجود تحيز اجتماعي، قد تؤدي لسوء تقدير حالات الإصابة.
ورغم معدلات الإصابة المتدنية، إلا أن منظمات دولية، كاليونيسف، تعبر عن بعض التحفظات. فالنساء الشابات اللاتي لديهن إلمام معرفي بالمرض قد قلوا من 62% (2005) إلى 30% (2008). كما أشارت اليونيسف أيضًا إلى أن عدد الشباب الواعين بأن خطر الفيروس يمكن تجنبه بالواقيات الذكرية قد تدنى من 22% إلى 13%.

## العنف القائم على التمييز الجنسي

### التحرش الجنسي
عانت أغلب النساء المصريات بشكل أو بأخر من التحرش الجنسي. تتباين معدلات الحالات التي أُبلغ عنها. على الرغم من ذلك، تبين دراسة للأمم المتحدة أن نحو 99.3% من النساء قد تعرضن للتحرش. وفي مسح بيناير 2011 على الشباب، تبين أن نحو 13.5% من النساء شعرن بأن التحرش الجنسي هو أخطر ما يواجهونه أثناء السير في الشوارع المصرية بشكل يومي. وشعرت 15.9% منهن أن الخطر الأكبر كان في استقلال الحافلة، و23% شعرن بأنه في استقلال القطار. جاءت تلك النتائج قبل انتشار العنف الجنسي، الذي صاحب عدة حلقات من الاضطرابات العامة في مصر.

### الاعتداء الجنسي
من الصعب تقدير كافة حالات الاعتداء الجنسي نظرًا لتحفظ العديد من النساء عن الإبلاغ عنها لتجنب التحيزات الاجتماعية ضدهن، والمرتبطة بالإيذاء الجنسي. فأغلب حالات الاغتصاب والاعتداءات الجنسية لا تُبلغ للسلطات العامة. وتُعد أسباب كالخزي، والخوف من الملامة، وفقداء ماء الوجه، أو في بعض الحالات، الوقوع ضحية لجرائم الشرف مبررات لمنع أغلب النساء من طلب المساعدة. ورغم تلك الصعوبات، فوزير الداخلية المصري يقدر بأن عدد النساء اللاتي يتعرض للاغتصاب سنويًا لا يقل عن 20،000 امرأة.
ومع الاضطرابات الداخلية التي صاحبت ثورة 25 يناير والصراعات السياسية، اضطرب النظام الاجتماعي التقليدي. نتيجةً لذلك، تعرضت مئات من النساء لاعتداءات جنسية عشوائية علنًا. حيث كان ميدان التحرير موقعًا للعديد من الاعتداءات، بنحو 150 اعتداءً ضد النساء من قِبل مجموعات من الرجال أثناء أسبوع عزل مبارك. وفي مرة أخرى، أثناء الاحتفالات بعزل محمد مرسي في 2013، تعرضت 80 امرأة لاعتداءات جنسية من حشود من الرجال في ليلة واحدة. وقد وصلت حالات الاعتداء لنحو 169 امرأة في ذلك الأسبوع. يبدو أن تلك الاعتداءات كانت تجري بشكل متعمد، مستغلة ما تشعر به من حصانة.
تُعد ردود الفعل العامة تجاه حوادث العنف ضد المرأة من ضمن العوائق التي تمنع تحريك رد فعل عام ضدها. ففي بدايات 2012، قام أعضاء من مجلس الشعب بلوم ضحايا الاغتصاب، وقال واحد منهم بأن النساء تساهم بنسبة 100% في اغتصابهن نظرًا لأنهن يضعن أنفسهم في ذلك الموقف. ورغم أن ذلك السلوك لا يمثل جموع المصريين، إلا أنه منتشر بشكل يمثل تحدٍ أمام النساء اللاتي تردن المشاركة في الحياة السياسية.
مثل تلك السلوكيات تساهم في جعل مصر بمرتبة متدنية فيما يخص حقوق المرأة، حتى أن مؤسسة توماس رويترز في إحدى دراساتها صنفتها كاسوأ دولة عربية للنساء.

### العنف المنزلي
في دراسة لصندوق الأمم المتحدة للسكان عن العنف ضد المرأة، يتبين أن العنف الزوجي يُعد مشكلة حيوية في مصر. فالدراسات التي أُجريت فيما بين 1995 حتى 2005 لم تشر إلى أي تدنٍ في معدلات العنف، رغم أن بعض العوامل المنهجية التي أُجريت بها تلك الدراسات يجعل من الصعب المقارنة بين نتائج تلك المسوح. بينت الدراسة التي أُجريت في 2005 أن 33% من النساء قد بلغن عن تعرضهن لنوع من العنف الجسدي من قبل أزواجهن السابقين أو الحاليين. تبين أن هناك علاقة عكسية بين معدلات الضرب والمستوى التعليمي، ومع ذلك فنحو ربع النساء في الفئات العليا قد بلغن عن تعرضهن للضرب من أزواجهن أثناء زواجهن.

### ختان الإناث/تشويه الأعضاء التناسلية الأنثوية
ختان الإناث هو «أي عملية تتضمن إزالة جزئية أو كلية للأعضاء التناسلية الأنثوية دون وجود سبب طبي لذلك». تتضمن بعض التطبيقات الخطيرة للختان -والأقل اعتيادًا- إزالة كاملة لعضو المرأة التناسلي حتى لا يتبقى إلا ثقب للتبول والحيض. تُعد تلك الممارسة شائعة في مصر، بنحو 90-97% من النساء يتعرضن لشكل من أشكال الختان. تلك الممارسة متجذرة في الثقافة المصرية، وتُعد سابقة على المسيحية والإسلام، وهدفها الرئيسي هو حفظ عفة الفتاة، رغم أن وظيفتها الاجتماعية شديدة التعقيد. يُنظر للختان من كافة مؤسسات حقوق الإنسان الدولية كانتهاك لسلامة جسد المرأة وصحتها الجنسية.
قلت أعداد النساء المختونات في الفئات العمرية الدنيا. وفي دراسة عام 2011 شملت 15000 فردًا، تعرضت 75.5% من النساء فيما بين 10-29 عامًا للختان. وتنتشر تلك الممارسة أكثر في المناطق الريفية حيث تعرضت 83.7% من الإناث للختان. ورغم أن تلك الأرقام أدنى من مثيلتها في الفئات الكبرى سنًا، إلا أنها تتشابه بشكل كبير مع مجموعة النساء فيما بين 10-29 عامًا اللاتي أُجري عليهم مسح أخر في 2008. تشير تلك الأرقام إلى أن معدلات التدني قد بطأت بشكل ملحوظ أو ركدت. وتشير نفس الدراسة إلى أن أغلب المجيبين، ذكورًا وإناثًا، كانوا مقتنعين بأن الختان ضروري للفتيات (64%). وكانت نسبة الرجال المقتنعين بأهميته (70.3%) أعلى من النساء (57.6%). وهناك علاقة طردية بين قوة القناعة بصحة تلك الممارسة والمستوى الاقتصادي للفئة الاجتماعي.
جُرم ختان الإناث في مصرعام 2007. وفي عام 2015، حدثت أول إدانة لتلك الممارسة.

## اتفاقية القضاء على جميع أشكال التمييز ضد المرأة (CEDAW)
تُعد مصر من ضمن الموقعين على اتفاقية القضاء على جميع أشكال التمييز ضد المرأة.
تبنت الجمعية العامة للأمم المتحدة تلك الاتفاقية في 18 ديسمبر عام 1979. تسعى تلك الاتفاقية لتصنيف التمييز ضد المرأة كإحدى قضايا حقوق الإنسان، بهدف مواجهة أشكال التفرقة ومحاسبة الأمم على ذلك. تتعهد الدول المصدقة على الاتفاقية بأخذ خطوات جادة في سبيل إنهاء التمييز والعنف ضد النساء. حتى يومنا هذا، وقعت 189 على الاتفاقية.
وقعت مصر على الاتفاقية، ولكن، مثلها مثل بعض الدول الأخرى، مع بعض التحفظات، والتي تمثلت في:
- ليس من حق الأم تحديد جنسية الطفل، فتلك الجنسية تتحدد دومًا بجنسية الأب فقط.
- تظل قوانين الزواج، القائمة على أحكام الشريعة، كما هي دون تغيير. وعلى المرأة طلب الزواج من قاضٍ، بالاختلاف عن الرجل غير المطالب بذلك.
- لا تمتثل مصر لقسم تعريف التمييز ضد الإناث من المادة الأولى، والذي يتطلب الخضوع لأي جهة تحكيمية لحل الخلافات فيما بين الدولة والاتفاقية.
- لن تمتثل مصر لأي بند من بنود الاتفاقية في حالة تعارضه مع الشريعة الإسلامية.

ولكن من الظاهر أن دستور 2014 قد أخذ منحىً مختلفًا في التعامل مع حقوق المرأة، حيث ربطتها بالاتفاقية. فالدستور الآن يقر حق المرأة في تمرير الجنسية لأطفالهن كأزواجهن. كما أُكد على توجهات مصر نحو تحقيق أهداف الاتفاقية بشكل عام مع السعي نحو تقنينها.